# Angerja (rzeka)
Angerja – rzeka w północnej Estonii. Strumień Angerja znajdował się kiedyś w górnym biegu rzeki Vääna, ale w 1967 roku został skierowany kanałem do rzeki Pirita.
Rzeka Angerja przepływa przez następujące miejscowości (od źródła do ujścia): Arusta, Sõmeru, Metsanurga, Piissoo, Tagadi, Angerja, Pahkla, Urge, Järlepa i Lõiuse.